# Nordfriesische Sprache
Nordfriesische Sprache oder kurz Nordfriesisch heißen die Dialekte des Friesischen, die an der Festlandsküste des schleswig-holsteinischen Kreises Nordfriesland, auf den vorgelagerten Inseln Föhr, Amrum, Sylt und den Halligen sowie auf Helgoland gesprochen werden. Sie stellen den nördlichen Zweig der friesischen Sprachgruppe dar. Es gibt zehn nordfriesische Dialekte und etwa zehntausend Sprecher.

## Klassifikation
Nächste Verwandte des Nordfriesischen sind die anderen beiden friesischen Sprachen: das Saterfriesische als einzig verbliebener Rest des Ostfriesischen im Nordwesten Niedersachsens und Westfriesisch, das im Norden der Niederlande gesprochen wird. Zusammen bilden die drei Sprachen die friesische Sprachgruppe.
Eng verwandt mit dem Friesischen ist das Englische. Früher wurden Friesisch und Englisch häufig in einer anglo-friesischen Sprachgruppe zusammengefasst. Heute werden Englisch und Friesisch meist gemeinsam mit der niederdeutschen Sprache als nordseegermanische Sprachen eingeordnet. Das ebenfalls eng mit den friesischen Sprachen verwandte Niederdeutsch hat aber bereits seit altsächsischer Zeit eine andere Entwicklung genommen und viele nordseegermanische Merkmale verloren.
Einen Vergleich verschiedener Wortformen aus friesischen Dialekten und den benachbarten Sprachen Niederländisch, Niederdeutsch, Hochdeutsch und Dänisch bietet die Liste friesischer Wörter.

## Dialekte

### Überblick

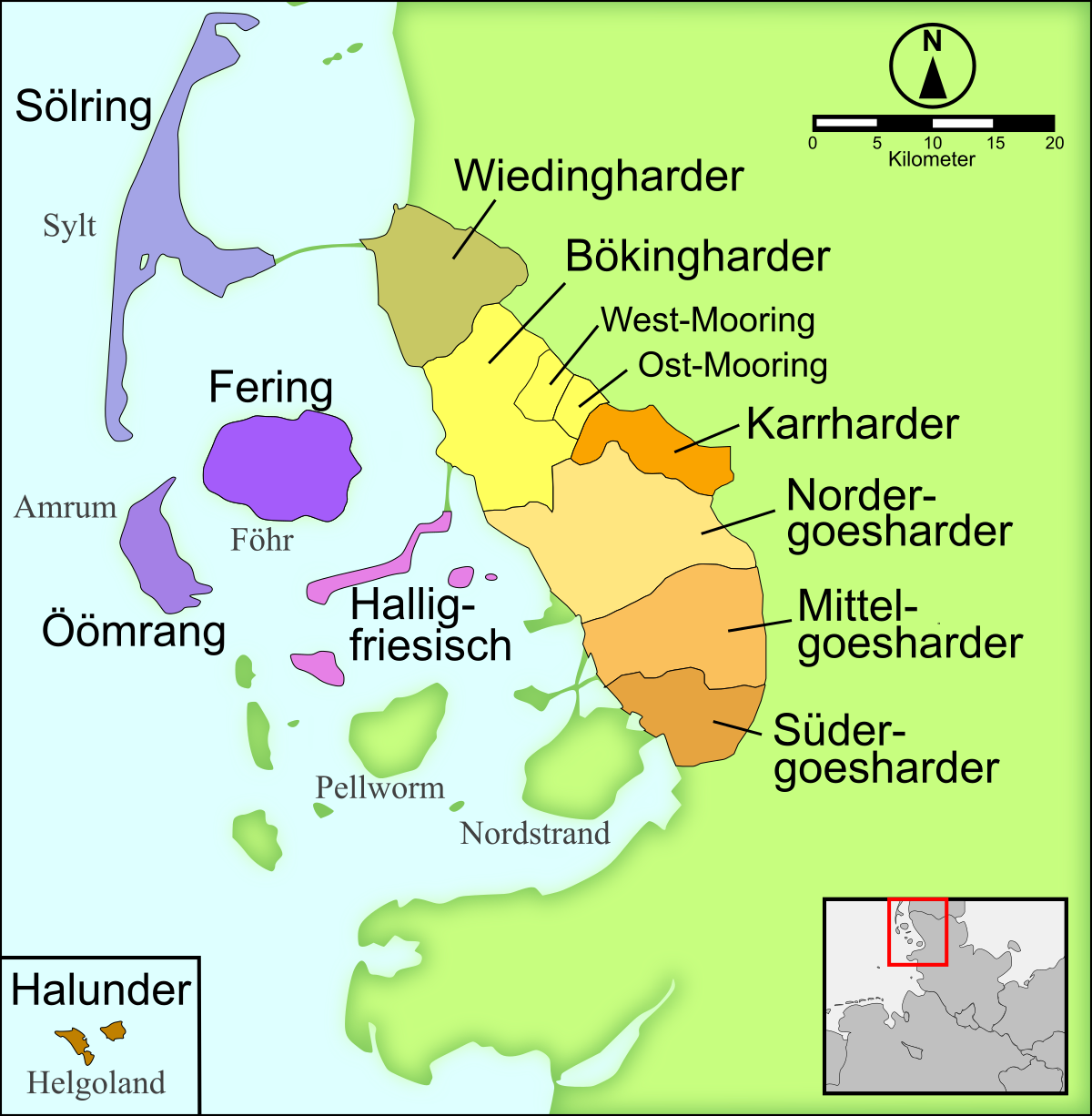
Die nordfriesischen Dialekte: In Listland auf Sylt wurde Dänisch, auf Eiderstedt und Nordstrand Friesisch bis ins 17. Jahrhundert gesprochen

Die nordfriesischen Dialekte lassen sich in zwei Gruppen aufteilen: Inselnordfriesisch und Festlandnordfriesisch; der auf den Halligen gesprochene Dialekt gehört zum Festlandnordfriesischen. Man unterscheidet üblicherweise die folgenden zehn Hauptdialekte, die seit dem Beginn der wissenschaftlichen Auseinandersetzung mit dem Nordfriesischen im 19. Jahrhundert noch gesprochen wurden:
- Inselnordfriesisch
  - Sylter Friesisch (Sölring)
  - Föhr-Amrumer Friesisch (Fering-Öömrang)
  - Helgoländer Friesisch (Halunder)
- Festlandnordfriesisch
  - Wiedingharder Friesisch
  - Bökingharder Friesisch (inkl. Mooring)
  - Karrharder Friesisch
  - Nordergoesharder Friesisch
  - Mittelgoesharder Friesisch
  - Südergoesharder Friesisch (seit 1981 ausgestorben)
  - Halligfriesisch

Die Dialekte des Festlandes und der Inseln unterscheiden sich deutlich, da sie in unterschiedlichen Jahrhunderten von friesischen Einwanderern geprägt wurden. Um 800 wurden die Inseln Sylt, Amrum, Föhr und Helgoland, in einer zweiten Einwanderungswelle ab etwa 1100 das Festland und die Halligen besiedelt.
Dazu kommen unterschiedliche Einflüsse der benachbarten Sprachen auf die einzelnen Dialekte. Auf Sylt, Föhr und Amrum sowie im nördlichen Teil des nordfriesischen Festlandes lässt sich ein stärkerer jütischer Einfluss auf die Mundarten feststellen, auf dem übrigen Festland und auf Helgoland ist der Einfluss des Niederdeutschen stärker. Weiterhin hatten die einzelnen Dialektgebiete auch untereinander nur wenig Kontakt, so dass kaum Ausgleichsmundarten entstehen konnten. Außerdem gab es keinen kulturellen Mittelpunkt in Nordfriesland, dessen Dialekt sich zu einer Leitmundart hätte entwickeln können.

### Sprachbeispiele
Folgende Tabelle erlaubt eine Einsicht in Unterschiede und Ähnlichkeiten.
| Dialekt                    | Vater        | Mutter | Schwester | Bruder  |
| -------------------------- | ------------ | ------ | --------- | ------- |
| Sölring                    | Faaðer       | Mooter | Sester    | Bröðer  |
| Fering                     | aatj         | mam    | saster    | bruler  |
| Öömrang                    | aatj         | mam    | saster    | bruder  |
| Halligfriesisch            | baabe        | mäm    | soster    | bröör   |
| Halunder                   | Foor         | Mem    | Söster    | Bruur   |
| Wiedingharder Friesisch    | tääte        | määm   | Söster    | broor   |
| Karrharder Friesisch       | tääte        | mäm    | Söster    | brauder |
| Bökingharder Friesisch     | taatje       | mam    | Söster    | brouder |
| Mittelgoesharder Friesisch | ate          | mäm    | Söster    | broor   |
| Südergoesharder Friesisch  | fåår, fååðer | mäm    | Söster    | brööðer |
| Nordergoesharder Friesisch | fååje        | mäm    | soster    | brår    |

Ebenfalls werden die Unterschiede und Ähnlichkeiten der Dialekte am Vaterunser ersichtlich.

### Ausgestorbene Dialekte
Das früher auf der Halbinsel Eiderstedt verbreitete Eiderstedter Friesisch wurde bis zum 18. Jahrhundert zugunsten der niederdeutschen Sprache aufgegeben. Eiderstedt war im Gegensatz zu den nördlichen Harden wirtschaftlich stark und wohlhabend und hatte sich in vielerlei Hinsicht auf die südlich angrenzenden niederdeutsch geprägten Gebiete ausgerichtet. Im 16. Jahrhundert gab es zudem eine starke niederländische Zuwanderung.
Eine ähnliche Entwicklung fand auf der Insel Strand statt, die jedoch im Jahr 1634 durch die Burchardiflut zerstört wurde. Auf dem östlichen Bruchstück der Insel, dem heutigen Nordstrand, gelang es der überlebenden Bevölkerung nicht aus eigener Kraft, ihr Land wieder einzudeichen. So verließen viele friesischsprachige Bewohner die Insel oder konnten sich sprachlich nicht gegen die meist aus den Niederlanden kommenden Neusiedler durchsetzen. Auf Pellworm, dem westlichen Bruchstück Strands, gelang eine erneute Eindeichung dagegen rasch. So erhielt sich auf Pellworm noch bis ins 18. Jahrhundert die friesische Sprache, bis diese auch dort den Änderungen in der Bevölkerungsstruktur zum Opfer fiel. Das alte Strander Friesisch war wahrscheinlich dem Halligfriesischen am nächsten verwandt.
Ebenso dem Halligfriesischen ähnlich war das Wyker Friesisch, das in Wyk auf Föhr gesprochen wurde, bis die Stadt komplett zum Niederdeutschen übergegangen war. Die Wyker Mundart entwickelte sich wahrscheinlich aus den Mundarten der Zuwanderer von der Insel Strand und den Halligen.
Von den in jüngerer Zeit bekannten Dialekten ist mit dem Tod der letzten Sprecherin am 10. Oktober 1981 das Südergoesharder Friesisch ausgestorben, andere Dialekte sind akut vom Aussterben bedroht. Auch nördlich der heutigen deutsch-dänischen Grenze wurde in einigen unmittelbar an der Grenze gelegenen Koog-Höfen und -Siedlungen Nordfriesisch gesprochen.

### Selbstbezeichnung
Aufgrund der zahlreichen Dialekte gab es ursprünglich keine einheitliche Selbstbezeichnung für die nordfriesische Sprache. So nennen die Wiedingharder und die Halligfriesen ihre Sprache freesk, die Bökingharder frasch, die Karrharder fräisch und die Goesharder ebenfalls fräisch oder freesch. Während alle diese Ausdrücke auf Deutsch „Friesisch“ bedeuten, ist die Selbstbezeichnung in den Inseldialekten jeweils auf die entsprechende Insel bezogen und stimmt daher bedingt mit den Dialektbezeichnungen Sölring, fering, öömrang und Halunder überein. Da die Inseln aber in den unterschiedlichen Dialekten unterschiedliche Namen haben, unterscheiden sich die Namen auch hier. Sylt heißt zum Beispiel auf Fering Sal, entsprechend spricht man aus dortiger Sicht auf Sylt salring statt Sölring. Föhr heißt auf Sölring Föör, entsprechend heißt das Föhrer Friesisch auf Sylt Fööring statt fering. Auch aus diesem Grunde bot sich die Vereinheitlichung der Bezeichnung also an. „Friesisch“ heißt auf Föhr und Amrum fresk, auf Sylt und Helgoland Friisk. Unterschiede gibt es auch bei der Bezeichnung der Himmelsrichtung Norden. Der Bogen spannt sich hier von Nuurđ über nuurd, Noor und nord bis noord.
Als dialektübergreifende Bezeichnung einigten sich die Nordfriesen schließlich auf das Wort friisk. Dieses ist der westfriesischen Selbstbezeichnung Frysk nachempfunden, entspricht aber auch dem sylterfriesischen und helgoländischen Wort für „Friesisch“. Diese Bezeichnung findet sich daher heute vor allem bei offiziellen Bezeichnungen, wenn die Gesamtheit der Nordfriesen oder der nordfriesischen Dialekte gemeint ist, etwa beim Nordfriisk Instituut, bei der Friisk Foriining, beim Friisk Gesäts oder dem Radiosender Friisk Funk. Die Sektion Nord des Friesenrats hat jedoch ihre traditionelle Bezeichnung Frasche Rädj im Mooringer Dialekt beibehalten.

## Lautlehre
Trotz der großen Unterschiede zwischen den nordfriesischen Dialekten gibt es in der Phonologie auch einige Merkmale, die in allen Dialektgebieten mehr oder weniger stark ausgeprägt sind. Dazu gehört die Senkung von i zu a, die in den zentralen Mundarten nahezu vollständig durchgeführt, in den peripheren Dialekten jedoch nur bei e oder ä angelangt ist. Ein Beispiel ist das Wort für Fisch: Mooring fasch, Fering-Öömrang fask, aber Sölring Fesk (vgl. Ndt. Fisch/Fisk, Engl. fish, Dän. fisk, Ndl. vis).
Ähnlich verhält es sich mit der Lenisierung der stimmlosen Plosive p, t und k, die in der Position zwischen zwei Vokalen zu stimmhaften Plosiven werden und sich schließlich teilweise zu stimmhaften Frikativen entwickeln. Auch die Lenisierung ist vorrangig in den zentralen Mundarten vorhanden, wie am Beispiel für das Verb wissen zu sehen ist: Mooring waase, Fering-Öömrang wed, Sölring weet, Halunder wet (vgl. Westfrs. witte, Ndt. weten).
Vom Hochdeutschen unterscheiden sich die nordfriesischen Dialekte insgesamt durch ein umfangreicheres Vokal- und Konsonantensystem. Allen Dialekten ist bei den Konsonanten eine zusätzliche Palatalreihe gemein, die für eine germanische Sprache ungewöhnlich ist. In der Westföhrer Mundart ist bis in jüngerer Zeit sogar eine zusätzliche Reihe bedeutungsunterscheidender dentaler Konsonanten belegt. Insgesamt lässt sich feststellen, dass die Inselmundarten ein relativ kompliziertes Konsonantensystem besitzen, die Festlandsmundarten dagegen ein ausgeprägtes Vokalsystem haben.
Seit jüngerer Zeit steht das phonologische System der nordfriesischen Mundarten unter sehr starkem hochdeutschem Einfluss und gleicht sich langsam an das System der deutschen Standardsprache an.

## Aktuelle Situation

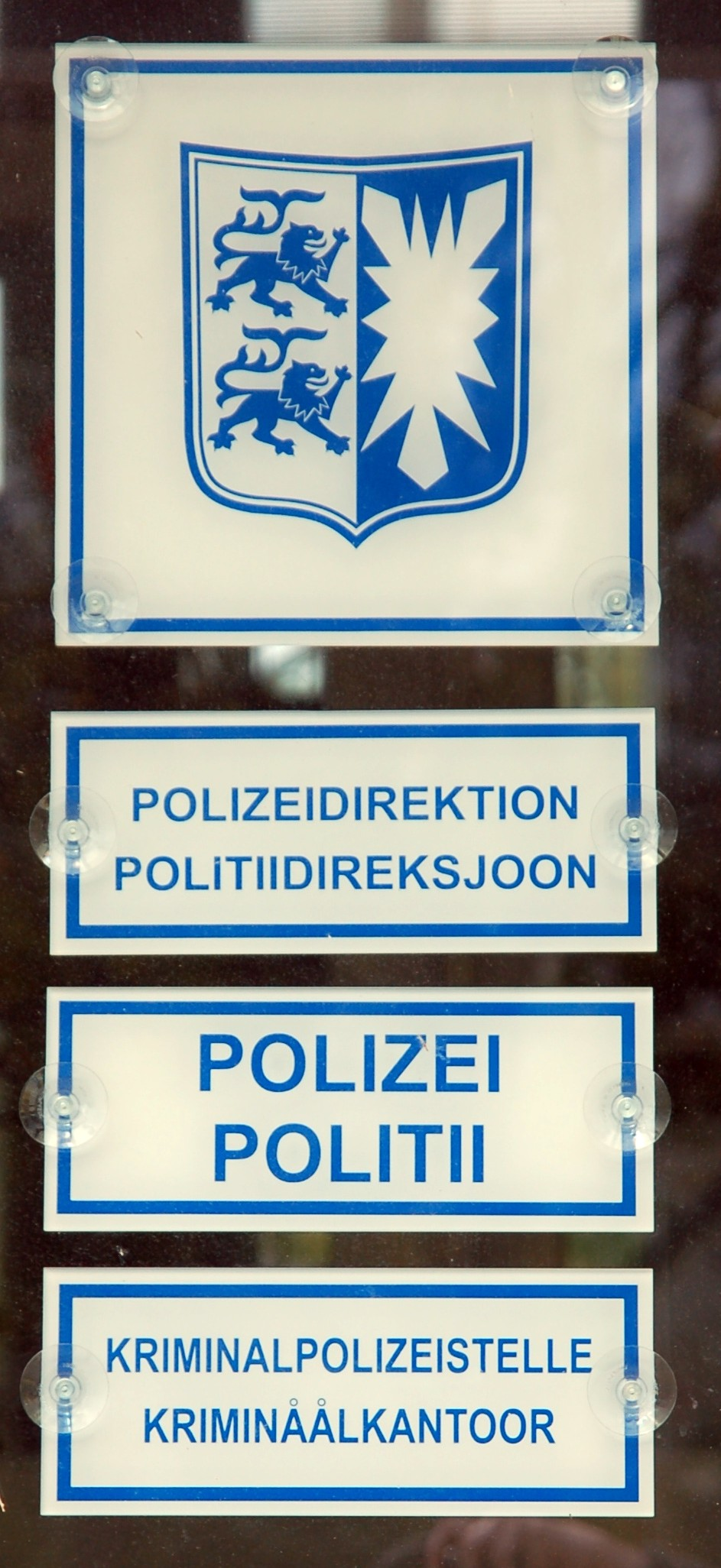
Zweisprachige Schilder an der Polizeistation in Husum

Im offiziellen Sprachgebrauch wird heute meist mit einer Sprecherzahl von 8000 bis 10.000 Sprechern der nordfriesischen Sprache in Nordfriesland und auf Helgoland gearbeitet. Sprachwissenschaftler gehen aber teilweise von deutlich niedrigeren Sprecherzahlen aus, Nils Århammar schätzte im Jahr 2007 eine Zahl von 5000 Sprechern innerhalb und 1500 bis 2000 Sprechern außerhalb Nordfrieslands. Genaue Erhebungen der Sprecherzahlen sind nicht vorhanden. Im „Roten Buch der bedrohten Sprachen“ der UNESCO wird Nordfriesisch als „ernsthaft gefährdet“ eingestuft.
Heute haben vor allem das Fering, das Öömrang und das Mooring noch eine nennenswerte Anzahl von Sprechern, insbesondere im Föhrer Westerland gilt die Sprachgemeinschaft noch als relativ intakt. Die anderen nordfriesischen Dialekte sind teils stark vom Aussterben bedroht, besonders das Karrharder Friesische, das Mittelgoesharder Friesische und das Halligfriesische.
Auf Föhr und Amrum spricht noch ein wesentlicher Teil der Inselbewohner Nordfriesisch. Man schätzt die Zahl der Sprecher auf beiden Inseln auf rund 3.500 (von rund 11.000 Einwohnern). In den westlichen Dörfern Föhrs und auf Amrum – außer in Wittdün – ist das Nordfriesische als Familiensprache noch weit verbreitet. Im Osten Föhrs wurde es bis in die jüngste Zeit vom Plattdeutschen, heute allgemein eher vom Standarddeutschen zurückgedrängt.
Die Amrumer Schule (Grund-, Haupt- und Realschule) nennt sich Öömrang Skuul und widmet sich schwerpunktmäßig dem Lehren des Amrumer Dialektes. Auf dem Festland in Risum existiert mit der Risum Skole/Risem Schölj eine Dänisch-Friesische Grundschule. An der Eilun Feer Skuul auf Föhr legten erstmals 2012 zwei Abiturientinnen eine Prüfung im Fach Friesisch ab.
Die nordfriesische Sprache ist in Schleswig-Holstein durch die Europäische Charta der Regional- oder Minderheitensprachen als Minderheitensprache geschützt. Ende 2004 beschloss der schleswig-holsteinische Landtag zudem das „Gesetz zur Förderung des Friesischen im öffentlichen Raum“, in dem die Verwendung der Sprache im Amtsgebrauch im Kreis Nordfriesland und auf Helgoland geregelt wird.